# رقبة
الرقبة أو العنق هو الجزء الواصل بين الرأس والجذع في الفقاريات. وتحتوي على عدد من الفقرات وتُمكن الرأس من الحركة والالتفات.

## تشريح رقبة الإنسان
هياكل الرقبة التشريحية تُقسم إلى أربع حجيرات: الفقرية، الحَشَوية، وإثنين وعائيات.في داخل هذه الحجيرات تضم الرقبة فقرات العمود الفقري العنقية والجزء العنقي من الحبل الشوكي والجزء العلوي من الجهاز التنفسي و الجهاز الهضمي و الغدد الصماء و بعض الأعصاب و الأوردة و الشرايين .

## عضلات العنق
تصنف منفصلة عن باقي الحجيرات وهي تحدد مثلثات العنق.
الحجيرات،
بنية العنق أو الرقبة تتوزع داخل أربع حجيرات.
الحجيرة الفقرية: تحتوي على فقرات العنق مع اقراص غضروفي تفصل بين كل جسم فقري. تراص الفقرات مع بعضها تحدد شكل رقبة الإنسان. بما أن الفقرات تحدد أو تحيط القناة الشوكية لذلك فإن الجزء العنقي من الحبل الشوكي موجود أيضاً في العنق.
الحجيرة الشوكية: تتضمن القصبة الهوائية و الحنجرة و البلعوم و الغدة الدرقية و الغدد الدُرَيِقيِة.
الحُجيرات الوعائية: هي زوج من الحُجيرات تتكون من إثنين من الغمد السباتي موجود على جانبّي القصبة الهوائية. كل غمد سباتي يحتوي على العصب التائه والشريان السباتي الأصلي والوريد الوداجي الباطن.
بجانب التراكيب المذكورة أعلاه الرقبة تحتوي أيضاً على العقد اللمفية الرقبية والتي تحيط الأوعية الدموية.

## العضلات ومثلثات العنق

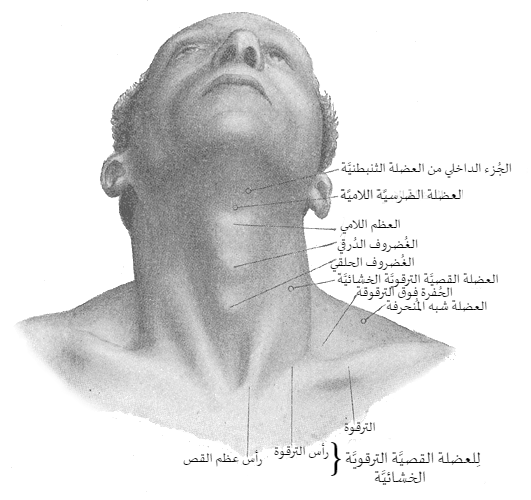
هيكل تفاحة آدم - رسم بياني

عضلات العنق ترتبط بالجمجمة و العظم اللامي و عضمّي الترقوة و القص وهي تحيط مثلثات العنق الرئيسية: الأمامي والخلفي.
المثلث الأمامي: يحدد بالحد الامامي للعضلة القصية الترقوية الخشائية من الخلف والحافة السفلية للفك السفلي من الاعلى وخط الوسط من الأمام. يحتوي المثلث الامامي على العضله الأبرية اللامية، العضلة ذات البطنين، العضلة الضرسية اللامية، العضلة الذقنية اللامية، العضلة الكتفية اللامية (البطن العلوي من العضلة الكتفية اللامية)، العضلة القصية اللامية، العضلة الدرقية اللاميه، العضلات القصية الدرقية. جميع هذه العضلات المذكورة تقسم إلى العضلات فوق اللامية و العضلات تحت اللامية بحسب موقعها فوق أو أسفل العظم اللامي. العضلات فوق اللامية (العضلة الابرية اللاميه، العضلة ذات البطنين، العضلة الضرسية اللامية، العضلة الذقنية اللامية) و هذة العضلات ترفع تحرك العظم اللامي إلى الاعلى، بينما العضلات تحت اللامية (العضلة الكتفية اللامية، العضلة القصية اللامية، العضلة الدرقية اللامية، العضلات القصية الدرقية) تُحركه إلى الاسفل. تعمل هذة المجموعتين من العضلات بشكل متزامن وتسهل عملية التحدث و عملية البلع.
ينقسم المثلث الامامي إلى مثلثات: عضلي و سباتي و تحت الفك السفلي و تحت الذقن.
المثلث الخلفي: يحدد من الأمام بالحد الخلفي للعضلة القصية الترقوية الخشائية و من الخلف بالحد الامامي للعضلة شبه المنحرفة والحافة العلوية للثلث الأوسط من عظم الترقوة . هذا المثلث يتضمن العضلة القصية الترقوية الخشائية و العضله شبه المنحرفة و العضلة الطاحلة الرأسية، العضلة الرافعة للكتف ، العضلة الكتفية اللاميه (البطن السفلي من العضلة الكتفية اللامية)، العضلة الاخمعيه الامامية ، العضلة الاخمعية المتوسطة ، العضلة الاخمعية الخلفية.
ينقسم المثلث الخلفي إلى مثلثات: قذالية و تحت الترقوة.

## الأعصاب التي تغذي العنق
الإحساس للجهة الأمامية من العنق يأتي من جذور العصب الشوكي (ر 2 -ر 4) و لخلف الرقبة من الجذور (ر 4 و ر 5) بالإضافة إلى الأعصاب التي تأتي من أو داخل العمود الفقري هناك أيضاً العصب التائه و العصب الإضافي الذان يمران عبر العنق.

## الشرايين التي تغذي العنق بالدم
الشريان السباتي الاصلي الذي يتفرع إلى: السباتي الداخلي و السباتي الخارجي.

## وصلات خارجية
- https://web.archive.org/web/20200908110302/https://www.lecturio.com/medical-courses/introduction-esp-triangles-of-the-neck.lecture
- https://en.m.wikipedia.org/wiki/Neck
- https://ar.m.wikipedia.org/wiki/%D8%B9%D8%B5%D8%A8_%D8%B4%D9%88%D9%83%D9%8A
- American Head and Neck Society
- The Anatomy Wiz. An Interactive Cross-Sectional Anatomy Atlas